# Diego Gutiérrez (Musiker)

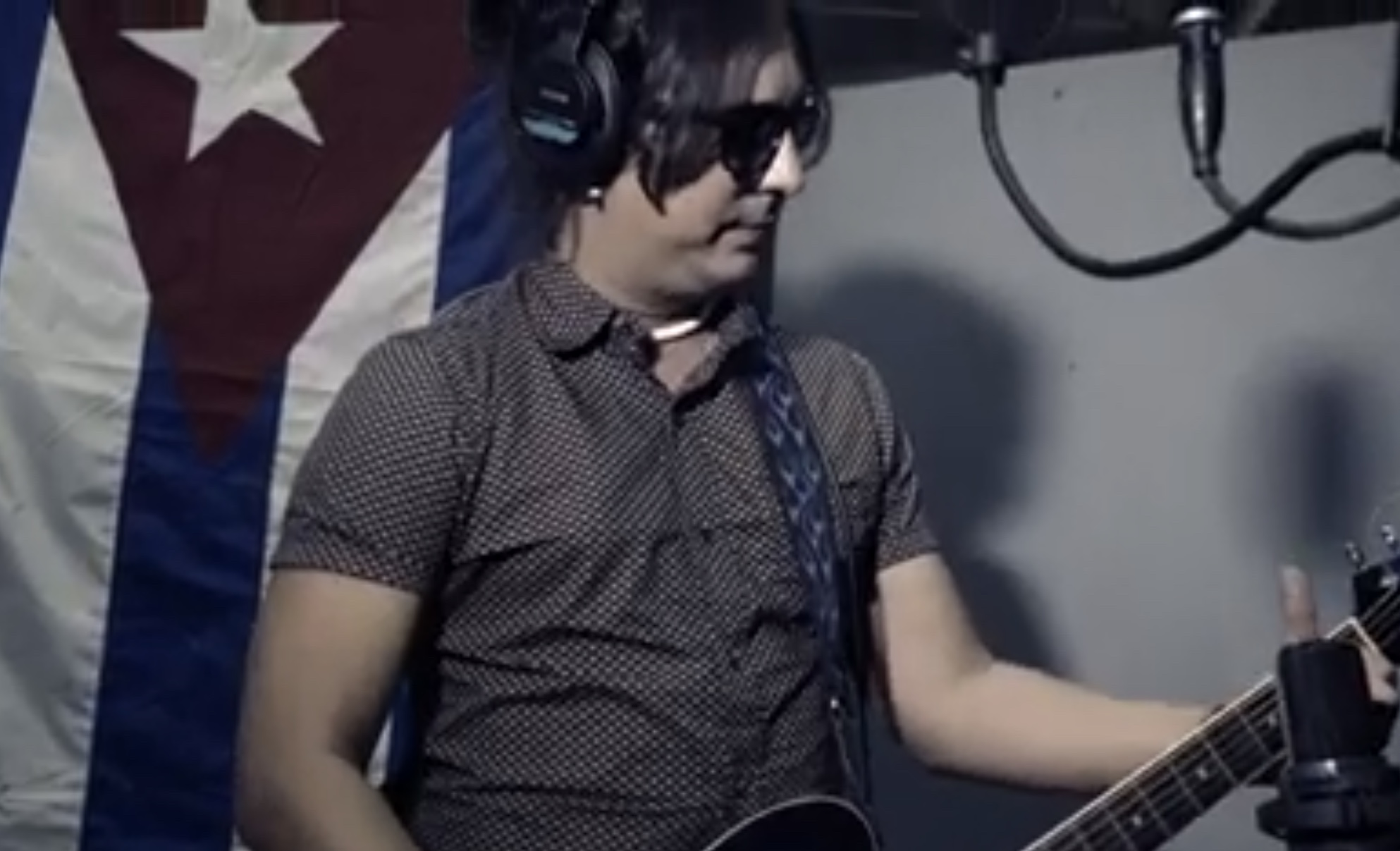

Diego Gutiérrez (* 25. September 1974 in Ciego de Ávila) ist ein kubanischer Singer-Songwriter. 2018 wurde Gutiérrez mit seinem Album Palante el Mambo! für den Latin Grammy Award für das beste Tropical-Fusion-Album nominiert.

## Frühe Jahre
Diego Gutiérrez wurde in Ciego de Ávila geboren, wo er seine Kindheit und Jugend verbrachte. Seine Brüder brachten ihm das Gitarrenspiel bei, da er selbst Autodidakt war, und schon bald begann er, die kubanischen Klassiker der Trova Tradicional und auch die Lieder der Nueva Trova zu singen. Von klein auf bekam er durch die alten Schallplatten, die er zu Hause hörte, die Einflüsse der kubanischen Country- und Popmusik zu spüren, die seine späteren Kompositionen prägten.
Er begann an der Zentralen Universität von Las Villas, wo er eine starke kulturelle Bewegung vorfand, die ihn inspirierte und anspornte, ernsthaft über die Entwicklung seiner musikalischen Karriere nachzudenken, während er gleichzeitig Anglistik und Literatur studierte, eigene Lieder zu schreiben. Einem wachsenden Publikum wurde er zunächst durch Amateurmusikfestivals bekannt, bei denen er mehrere Preise gewann, und später durch Konzerte und Tourneen in seinem Land.

## Karriere
1997 gründete er zusammen mit anderen Troubadouren in Santa Clara die Sing- und Schreibwerkstatt La Trovuntivitis mit Sitz in El Mejunje. Dies ist ein kulturelles Zentrum mit Kultstatus in Kuba, aus dem neue Generationen von Musikern, Liedermachern und Künstlern hervorgegangen sind. Etwa im selben Jahr gründeten sie gemeinsam das nationale Festival der Trovadours „Longina“.
Er wurde eingeladen, die Bühne mit bekannten Singer-Songwritern aus Kuba wie Carlos Varela, David Torrens, Santiago Feliú und anderen wichtigen Musikern zu teilen und nahm an einem Konzert auf Einladung von Manu Chao teil, zusammen mit La Trovuntivitis, im Rahmen einer Kubatournee dieses Künstlers.
Im Jahr 2006 nahm Gutiérrez sein erstes Studioalbum mit dem Titel De cero auf. das drei Nominierungen und zwei Cubadisco Auszeichnungen.
Er hat als eingeladener Musiker am World Festival of Youth and Students in Algier 2001 und in Caracas 2005 teilgenommen. Er wurde zur 2009er Ausgabe der Barnasants eingeladen. Internationales Singer-Songwriter-Festival in Barcelona und gab später eine Reihe von Konzerten in Sevilla, Valencia und Madrid.
Für sein zweites Studioalbum mit dem Titel Palante el Mambo! erhielt er einen Cubadisco Award und eine Nominierung für die Latin Grammy Awards im Jahr 2018.
2019 veröffentlichte er sein drittes Studioalbum mit dem Titel Piloto automático.
Als Ergebnis seiner jahrelangen Arbeit, die Verse verschiedener Schriftsteller aus Villa Clara in Musik umzusetzen, veröffentlichte Diego Gutiérrez 2021 sein jüngstes Album Viaje al Centro de la Tierra.
Gutiérrez hat sein Werk in den Vereinigten Staaten, Spanien, Vereinigtes Königreich, Argentinien, Schweiz, Mexiko, Venezuela, Zypern, Algerien und Bolivien im Rahmen von Tourneen, Festivals und Konzerten gezeigt.
Er ist Mitglied der Latin Academy of Recording Arts & Sciences.

## Diskographie

### Studioalben
- 2006: De cero

- 2018: Palante el Mambo![9]
- 2019: Piloto automático[10]
- 2021: Viaje al Centro de la Tierra.[11]

### Live-Album
- 2008: Demasiado Diego, aufgenommen live im Centro Pablo de la Torriente Brau, La Habana.

### Alben und Anthologien verschiedener Künstler
- 2001: Trov@nónima.cu
- 2003: Acabo de soñar, Gedichte von José Martí, gesungen von jungen kubanischen Troubadouren.[12]
- 2005: A guitarra limpia. Antología 4, (Kollektivarbeit)
- 2006: Te doy una canción, Vol.1, Hommage an Silvio Rodríguez
- 2007: Décimas del gato Simón., Gedichte von Josefina de Diego
- 2009: Del verso a la canción, Verschiedene Künstler
- 2018: La Trovuntivitis[13]
- 2022: La Nueva Trova y más. 50 años. Vol.9[14]